# Hadromerus
Hadromerus är ett släkte av skalbaggar. Hadromerus ingår i familjen vivlar.

## Dottertaxa tillHadromerus, i alfabetisk ordning[1]
- Hadromerus acubarbus
- Hadromerus albilatera
- Hadromerus amplicollis
- Hadromerus angolanus
- Hadromerus argentinensis
- Hadromerus armatipes
- Hadromerus atomarius
- Hadromerus aureus
- Hadromerus bracchialis
- Hadromerus brachispinosus
- Hadromerus brunneus
- Hadromerus conirostris
- Hadromerus cretatus
- Hadromerus curtus
- Hadromerus cuspidatus
- Hadromerus dejeanii
- Hadromerus delectans
- Hadromerus denticollis
- Hadromerus dentipes
- Hadromerus dereodiformis
- Hadromerus egregius
- Hadromerus elegans
- Hadromerus ellenbergi
- Hadromerus fimbriatus
- Hadromerus flavescens
- Hadromerus fulgens
- Hadromerus galamensis
- Hadromerus gemmifer
- Hadromerus gravidus
- Hadromerus herbaceus
- Hadromerus hilaris
- Hadromerus humeralis
- Hadromerus humeridens
- Hadromerus irroratus
- Hadromerus latirostris
- Hadromerus lepidopterus
- Hadromerus lineolatus
- Hadromerus micans
- Hadromerus micronychus
- Hadromerus modestus
- Hadromerus murinus
- Hadromerus nigriclava
- Hadromerus nobilitatus
- Hadromerus oberthuri
- Hadromerus obscurus
- Hadromerus obsti
- Hadromerus opalinus
- Hadromerus ovatus
- Hadromerus pelliculatus
- Hadromerus planidorsis
- Hadromerus porosus
- Hadromerus portentosus
- Hadromerus praeustus
- Hadromerus puberulus
- Hadromerus puellaris
- Hadromerus pygalpis
- Hadromerus pyriformis
- Hadromerus rhodinus
- Hadromerus rubromaculatus
- Hadromerus rufipes
- Hadromerus sagittarius
- Hadromerus scintillans
- Hadromerus seydeli
- Hadromerus simplicipes
- Hadromerus striatipennis
- Hadromerus superbus
- Hadromerus togatus
- Hadromerus trapezicollis
- Hadromerus trisulcatus
- Hadromerus tuberculifer
- Hadromerus wellmanni